# Вільям Пенне
Вільям Джордж Пенні, Барон Пенні, OM, KBE, FRS, FRSE (24 червня 1909 — 3 березня 1991) — англійський математик і професор математичної фізики в Імперському коледжі Лондона, а згодом ректор Імперського коледжу Лондона. Він відіграв провідну роль у розробці Дослідження вибухових речовин, таємної ядерної програми Британії, яка розпочалася в 1942 році під час Другої світової війни, яка створила першу британську атомну бомбу в 1952 році.
Будучи головою британської делегації, яка працювала над Мангеттенським проєктом у лабораторії Лос-Аламоса, Пенні спочатку проводив розрахунки, щоб передбачити наслідки руйнування, спричинені вибуховою хвилею атомної бомби. Повернувшись додому, Пенні керував британським управлінням ядерної зброї під кодовою назвою Tube Alloys і керував науковими дослідженнями в дослідницькому закладі атомної зброї, результатом яких стала перша детонація британської ядерної бомби під час операції «Ураган» у 1952 році. Після випробування Пенні став головним радником нового Управління з атомної енергії Сполученого Королівства (UKAEA). Пізніше він був головою органу, який використовував у міжнародних переговорах щодо контролю за ядерними випробуваннями за Договором про часткову заборону ядерних випробувань.
Помітний науковий внесок Пенні включав математику для складної хвильової динаміки, як в ударних, так і в гравітаційних хвилях, пропонуючи проблеми оптимізації та рішення в гідродинаміці (яка відіграє важливу роль у матеріалознавстві та металургії). Протягом останніх років Пенні читав лекції з математики та фізики; він був ректором Імперського коледжу Лондона 1967–1973.

## Інтернет-ресурси
- The Penney Report (1947) [Архівовано 25 July 2012 у Wayback Machine.];